# Leuchtturm Emden Westmole
Der Leuchtturm Emden Westmole steht auf der 1899 angelegten Westmole im Emder Außenhafen und markiert als Molenfeuer die Einfahrt zum Emder Hafen.
Der kleine, achteckige, rote Leuchtturm mit seiner spitzen, roten Kuppel steht auf einem ebenfalls achteckigen, 3 m hohen Sandsteinsockel. Er wurde 1901 kurz nach dem Bau der Mole als Molenfeuer zur besseren Ansteuerung der Hafeneinfahrt errichtet. Bis zum Zweiten Weltkrieg war das Leuchtfeuer zu einem Wahrzeichen Emdens geworden, wurde dann aber 1944 demontiert, weil der Turm einer wirkungsvollen Luftverteidigung durch Flakbatterien im Weg stand. Den Emdern war der Turm jedoch so wichtig, dass er bereits 1946 wieder an seinem angestammten Ort aufgebaut wurde.
Der Leuchtturm wurde 1982 umfassend saniert und dabei sein Aussehen oberhalb des Sockels stark verändert. Das gesamte Laternenhaus wurde durch ein neues mit den heutigen abgeschrägten Fenstern ersetzt und der Turm erhielt seinen auffälligen signalroten Anstrich. Das ursprüngliche Laternenhaus steht seit der Sanierung als Brückenwärterhaus bei der Drehbrücke im Zuge der Friedrich-Ebert-Straße am Roten Siel in der Emder Innenstadt.
Der Turm ist von der Landseite her nicht frei zu erreichen, da er sich im nicht öffentlich zugänglichen Bereich des Hafens befindet.
Die internationale Leuchtfeuer-Nummer lautet B 1026.